# Save Your Kisses
Save Your Kisses è un album di Natasha Thomas pubblicato nel 2004.

## Tracce
1. Introducing Natasha - Loving You Is Not Easy (Uh La La) - 4:30
2. Let Me Show You (The Way) - 3:47
3. Young Hearts - 3:01
4. Why (Does Your Love Hurt So Much) - 4:02
5. More and More - 3:41
6. Sunshine After Rain - 3:52
7. It's Over Now - 3:37
8. Suddenly - 3:47
9. Save Your Kisses for Me - 3:47
10. Hold Me Closer - 3:01
11. Young and Carefree - 3:30
12. Can't Turn Back Time - 3:42
13. Rollercoaster Ride - 4:08
14. More Than Friends - 6:57